# Bahía de Coishco
La bahía de Coishco es una pequeña bahía de la costa norcentral del Perú, situada en el litoral de la provincia de Santa, dentro del departamento de Áncash. Constituye un entrante del océano Pacífico, que está delimitada por el norte con el cerro Cosquillo y por el lado sur por el cerro Chimbote, comprendiendo un área de aproximadamente 11,65 km². Se trata de una bahía abierta con aguas profundas, rodeada por la isla Santa, que forma en cierta manera, una defensa natural por el lado occidental de esta bahía. 

## Descripción geográfica
La bahía de Coishco se halla localizada a 8 km en línea recta al noroeste de la ciudad de Chimbote, en torno a los 09º 01’ latitud S y 78° 38’ longitud O. Tiene una extensión aproximada de 6,2 km de largo y alrededor de 3 km de ancho, alcanzando profundidades entre 12 a 16 metros. Su borde costero es, en general, bajo y arenoso, salvo en su zona sur, donde la bahía labra la costa, originando unos pequeños senos, al bordear el cerro de Chimbote. En el extremo noroeste de este entrante marítimo se encuentra la isla Moñaque, una pequeña isla blanquecina muy cerca a la costa y cubierta de guano.
La bahía se encuentra en un área geográfica fuertemente influenciada por las aguas frías de la corriente de Humboldt, donde las temperaturas superficiales del mar en la bahía son relativamente bajas, durante el año fluctúan normalmente entre los 15 °C y 20 °C. La bahía Coishco recibe aguas de escorrentía agrícola y doméstica que, con las del río Santa, forman aguas de mezcla con salinidad propia, la salinidad cerca de la línea litoral es menor a 35 ups, en cambio en el sur de la bahía las salinidades son en promedio del orden de 35,1 ups.

## Diversidad biológica
La bahía de Coishco presenta una gran biodiversidad marina, pues constituye un área de reproducción, crecimiento y refugio de especies propias y ocasionales, donde los peces e invertebrados son los grupos taxonómicos más representativos. Se ha identificado en Coishco 60 especies de organismo planctónicos, destacando las diatomeas de afloramiento: Chaetoceros decipiens, Thalassiosira rotula y Skeletonema costatum. La diversidad marina presente da soporte a la pesca artesanal que se realiza a lo largo de todo su litoral, y cuya riqueza está representada por 32 especies de peces, de las cuales el pejerrey (Odontestes regia regia), la anchoveta (Engraulis ringens), el machete (Etmidium maculatum), la lisa (Mugil cephalus), el suco (Paralonchurus peruanus), la cachema (Cynoscion anales), la cabinza (Isacia conceptionis) y el lorna (Sciaena deliciosa), son las más abundantes.
Los invertebrados marinos comerciales, entre moluscos y crustáceos, se encuentran la concha de abanico (Argopecten purpuratus), el caracol rosado (Bursa ventricosa), la babosa (Sinum cymba), el muy muy (Emerita analoga), el pulpo (Octopus mimus), entre otras. Esta bahía también se caracteriza por contener importantes praderas de macroalgas marinas. Las principales especies son la Rhodymenia flabellifolia y  la Gracilariopsis sp. 